# Ahmet Erdinç
Ahmet Erdinç (* 3. Dezember 1965 in Kütahya) ist ein ehemaliger türkischer Fußballspieler und aktueller Trainer.

## Spielerkarriere

### Verein
Ahmet Erdinç erlernte das Fußballspielen in der Jugend diverser Amateurmannschaften seiner Heimatprovinz Kütahya. Ab Ende der 1980er Jahre spielte er als Profispieler beim damaligen Drittligisten TKİ Tavşanlı Linyitspor. Nachdem er hier bis zum Sommer 1993 tätig gewesen war, wechselte er zu TKİ Soma Linyitspor. Für diesen Verein spielte er fünf Spielzeiten und heuerte 1998 bei Ispartaspor an. Nach eineinhalb Jahren für Ispartaspor wurde er für die Rückrunde der Spielzeit 1999/00 an Soma Linyitspor ausgeliehen und wechselte zum Sommer 2000 samt Ablöse zu diesem Verein. Nachdem er hier einige Spielzeiten aktiv gewesen war, beendete er seine aktive Laufbahn als Fußballspieler.

## Als Trainerkarriere
Im Anschluss an seine Spielerkarriere entschied er sich, eine Trainerlaufbahn zu starten. Als erste Tätigkeit wurde er im Jahr 2007 Jugendtrainer bei Tavşanlı Linyitspor. In dieser Tätigkeit blieb er bis zum Frühjahr 2012. Anschließend wurde er der Co-Trainer von Cengiz Seçsev, der ebenfalls neu als Cheftrainer der Profimannschaft vorgestellt wurde. In dieser Tätigkeit blieb er einige Monate und kehrte nach dem Rücktritt Seçsevs im März 2012 wieder zu seiner alten Tätigkeit zurück.
Nachdem der Cheftrainer der Profis, Levent Devrim, nach dem sechsten Spieltag der Saison 2012/13 den Verein verließ, wurde Erdinç interimsweise als dessen Nachfolger vorgestellt. Nach etwa einer Woche übergab er das Traineramt dem neuen Cheftrainer Hasan Sarı.